# Nokia Asha 305
Nokia Asha 305 — телефон с резистивным сенсорным экраном, работающий под управлением операционной системы Nokia Series 40. Nokia анонсировала этот телефон в Бангкоке вместе с двумя другими телефонами серии Asha с сенсорными экранами - Nokia Asha 306 и Asha 311. Его основными особенностями являются резистивный сенсорный экран Full Touch и наличие двух SIM-карты, однако данная модель не имеет поддержки Wi-Fi.

## История и доступность
Nokia Asha 305 была анонсирована в Бангкоке компанией Nokia. Телефон вышел в открытую продажу, начиная с 3 квартала 2012 года. Его рекомендованная цена составляла 63 евро с учётом налогов и субсидий или около 4000 рублей в России.

## Аппаратное обеспечение

### Экран и ввод
Nokia Asha 305 имеет 3,0-дюймовый резистивный сенсорный экран (многоточечный) с разрешением 240x400 пикселей (QVGA). По заявлению Nokia он способен отображать до 65 тысяч цветов.
Задняя камера имеет функцию расширенной глубины резкости (без механического зума), без вспышки и имеет 4-кратный цифровой зум как для видео, так и для камеры. Размер сенсора задней камеры составляет 2 мегапикселя, апертура f/2.8 и диапазон фокусировки от 50 см до бесконечности. Он способен записывать видео с разрешением до 176x144 пикселей со скоростью 10 кадров в секунду с монофоническим звуком.

### Кнопки
На передней панели устройства находятся клавиши ответа/вызова, на правой стороне устройства – качелька громкости и кнопка блокировки/разблокировки.

### Аккумулятор и SIM-карта
Время автономной работы BP-4U (1100 мАч) по заявлению Nokia составляет 14 часов в режиме разговора, из них 528 часов в режиме ожидания и 40 часов в режиме воспроизведения музыки в зависимости от фактического использования. Основная SIM-карта находится под аккумулятором, доступ к которому можно получить, сняв заднюю панель устройства. Для снятия задней панели не требуется никаких инструментов. Слот для второй SIM-карты с горячей заменой) расположен на краю телефона.

### Место хранения
Дополнительное хранилище расположено на левой стороне телефона под гнездом SIM2. Оно доступно через гнездо для карты памяти microSDHC с возможностью горячей замены, сертифицированное для поддержки до 32 ГБ дополнительного хранилища.

## Программное обеспечение
Nokia Asha 305 работает под управлением операционной системы Nokia Series 40 Full Touch и поставляется с различными приложениями:
Интернет: Браузер Nokia (прокси) для Series 40
Разговоры: Nokia Messaging Service 3.2 (мгновенные сообщения и электронная почта) и SMS, MMS
Социальные сети: Facebook, Twitter, Flickr и Orkut.
Мультимедиа: камера, фотографии, музыкальный проигрыватель, музыкальный магазин Nokia (на некоторых рынках), Flash Lite 3.0 (для видео на YouTube), видеопроигрыватель, Music Mania
Управление личной информацией: календарь, подробная контактная информация
Утилиты: Заметки, Калькулятор, Список дел, Будильник, Диктофон, Секундомер
Устройство поставляется с Nokia Maps для Series 40 и использует сотовую сеть для позиционирования, поскольку в телефоне нет GPS. Карты Nokia для телефонов Series 40 не обеспечивают навигацию с помощью голосовых подсказок и позволяют планировать только базовый маршрут (<10 км). Программное обеспечение предоставит пошаговые инструкции, позволит пользователю увидеть маршрут на карте и выполнить поиск близлежащих достопримечательностей. В зависимости от того, где был приобретен телефон, в него предварительно загружены карты регионов (Европа, Южная Америка и т. д.), поэтому активное подключение к Интернету для загрузки картографических данных не требуется.